# Large Modifiable Underwater Mothership
Das Large Modifiable Underwater Mothership (MUM; dt. etwa: Großes modifizierbares Unterwasser-Mutterschiff) ist ein durch ThyssenKrupp Marine Systems geleitetes und durch das Bundeswirtschaftsministerium gefördertes Projekt, aus dem ein Prototyp eines großen, modular aufgebauten, autonomen, unbemannten Unterwasserfahrzeugs (UUVs) hervorgehen soll, mit dem dann anwendungsnahe Erprobungen durchgeführt werden können.
In den letzten Jahren wurden immer größere unbemannte Unterwasserfahrzeuge in Dienst gestellt. Die Größe brachte aber auch eine zunehmende Komplexität mit sich, die dazu führte, dass Neuerungen im Bereich der UUVs – im Vergleich mit den unbemannten Luftfahrzeugen (Drohnen) – langsamer stattfinden. Der modulare Aufbau des MUM könnte dies ändern.

## Entwicklung
Im Jahr 2021 wurde in Kiel die zweite Phase des Projekts Large Modifiable Underwater Mothership (MUM) gestartet. Im Februar 2023 wird mit dem Start der nächsten beiden Projektphasen gerechnet, in denen zunächst ein Prototyp gebaut und anschließend erprobt werden soll: Es wird erwartet, dass der Bau des Prototyps im Sommer 2023 begonnen werden kann. Ab Mitte 2024 soll dann mit der anwendungsnahen Erprobung begonnen werden. Der Prototyp soll die Leistungsfähigkeit und Vielseitigkeit des modular aufgebauten Unterwasserfahrzeugs demonstrieren. Ziel des Projekts ist, dass das MUM bis Anfang 2025 einen neuen Standard für unbemannte Unterwasserarbeiten setzt.

## Technik
Beim MUM handelt es sich um ein großes, autonomes, unbemanntes Unterwasserfahrzeug (engl.: extra-large uncrewed underwater vehicle (XLUUV)) mit einem modularen Aufbau. Der Prototyp soll eine Länge von circa 25 m aufweisen. Damit wäre das MUM weltweit die bis dato größte Unterwasserdrohne.
Bekannte weitere Spezifikationen:
- Modulbauweise: Das MUM ist modular aufgebaut, d. h., mehrere, unterschiedliche Module (Container) können im Rumpf kombiniert werden (Baukastenprinzip). Die Module können jeweils unterschiedliche Funktionen erfüllen, haben die Maße von 10- oder 20-Fuß-Seefrachtcontainern, können schnell im MUM ausgetauscht und einfach per LKW transportiert werden. Indem unterschiedliche Module im Rumpf kombiniert werden, können unterschiede Missionen vom MUM durchgeführt werden.[2][3]
- Mutterschiff-Funktion: Im MUM können auch Module eingesetzt werden, die Geräte aussetzen und eventuell wieder aufnehmen können, wie z. B. kleinere autonome Unterwasserfahrzeuge (AUVs), ferngesteuerte Unterwasserfahrzeuge (ROVs) oder Geräte, die auf dem Meeresboden abgesetzt werden,[3] d. h. das MUM könnte als Mutterschiff eingesetzt werden.
- „Plattfisch-Design“: MUM weist ein „Plattfisch-Design“ auf, d. h. der Prototyp ist wesentlich breiter als hoch. Ein Vorteil davon sei eine erhöhte Stabilität im aufgetauchten Zustand. Diese Stabilität ermöglicht auch die Möglichkeit im MUM ein Modul einzubringen, das Segel trägt. Untergetaucht fährt das MUM mit seiner flachen Seite nach oben (im „Plattfisch-Stil“). Es ist aber auch möglich, dass es aufgerichtet mit seiner schmalen Seite nach oben (im „Normal-Fisch-Stil“) fahren kann.[2][3]
- Frachtraum: Das Ladegewicht wird auf circa 10 t geschätzt und die Frachtgröße auf einen 20-Fuß-Seefrachtcontainer.[3]
- Energieversorgung und Antrieb: Die Energie zum Betrieb des MUM wird von einer Wasserstoff-Brennstoffzelle geliefert (Außenluftunabhängige Antriebsanlage), die eine Nennleistung von 80 kW aufweist. Zur Abdeckung von Spitzenlasten kann ein Lithium-Ionen-Batteriemodul zugeschaltet werden. Mit der elektrischen Energie wird die gesamte elektrische Anlage versorgt, einschließlich des Antriebs mit den zwei gegenläufigen Antriebswellen die jeweils zwei Propeller antreiben. Der Brennstoffzellenantrieb ermöglicht es lange autark zu operieren sowie einen umweltschonenden Betrieb in ökologisch sensiblen Unterwasserwelten.[3]

## Beteiligte Organisationen
Koordiniert wird das Projekt von ThyssenKrupp Marine Systems, weitere Teilnehmer sind u. a. Atlas Elektronik, EvoLogistics, das DLR Institut für maritime Infrastrukturen, die Universität Rostock und die Technische Universität Berlin. Das Projekt wird vom Bundeswirtschaftsministerium gefördert.

## Einsatzgebiete
Mögliche Einsatzgebiete im zivilen Bereich zur Erforschung und Nutzung der Weltmeere:
- Frachttransport.
- Offshore-Dienstleistungen, wie Inspektionen, Wartung und Instandsetzung (z. B. Inspektionen von Unterseekabeln).
- Forschungsdienstleistungen, wie z. B. die Unterstützung bei der Erforschung von Öl- und Gasfeldern, sowie dem unterseeischen Bergbau. MUM soll Kernproben des Meeresbodens mit einem Bohrer entnehmen oder Sonden (z. B. zur seismischen Überwachung) aussetzen können.

Möglicherweise könnte MUM auch im militärischen Bereich eingesetzt werden.